# Kaj Ikast
Kaj Ikast (* 5. Dezember 1935 in Viborg; † 3. Dezember 2020) war ein dänischer Politiker der Konservativen Volkspartei (Det Konservative Folkeparti) und  Offizier im Range eines Majors. Er war von 1983 bis 2005 Mitglied des dänischen Parlaments. 
Er war Verkehrsminister in der Regierung Schlüter IV. Diese amtierte vom 18. Dezember 1990 bis zum Rücktritt des langjährigen Ministerpräsidenten Poul Schlüter am 25. Januar 1993.

## Leben
Ikast besuchte die Business School in Viborg von 1950 bis 1954.
Beim Militär wurde er 1961 Leutnant, 1963 Erster Leutnant und 1969 Kapitän. Er war von 1972 bis 1976 Bezirksleiter der Heimgarde des Bezirkes Haderslev sowie Major und Bezirksstabschef der Heimwehrregion III von 1980.
Von 1998 bis 2000 war Ikast Mitglied des Gemeinderats in der Gemeinde Gram und von 1998 bis 2000 deren 1. stellvertretender Bürgermeister.
Von 1984 bis 1990 war er stellvertretender Präsident des Verwaltungsrates von DDL. Von 1984 bis 1990 und von 1998 bis 2001 war er Mitglied des Verwaltungsrates der SAS, von 1983 bis 1990 Mitglied des Eisenbahnrates, von 1983 bis 1990 Mitglied des Kontaktausschusses für die deutsche Minderheit, von 1994 bis 2002 Mitglied des Outdoor Supplement Ausschusses und von 1995 bis 2002 Mitglied des Wehreinberufungsausschusses. 
Ab 1998 war Ikast Mitglied des Nordischen Rates und Mitglied des Präsidiums des Nordischen Rates, ab 1998 Stellvertreter des Arktischen Rates, Mitglied des Kontrollausschusses der Nordischen Investitionsbank, des Nordischen Entwicklungsfonds und der Nordischen Umweltfinanzierungsgesellschaft von 1998/99. Ab 2002 war er Mitglied des 21-köpfigen Ausschusses für die Färöer und des Ausschusses für Bodenschätze in Grönland.
Ikast war Mitglied der politischen Follow-up-Gruppe für die Großer-Belt-Brücke von 1986, Vorsitzender von 1990 bis 1993 sowie Mitglied der politischen Follow-up-Gruppe für die Öresundbrücke von 1993. Politisch verantwortlich war er für das dänisch-schwedische Abkommen von 1991 über die Herstellung der festen Verbindung über den Öresund. Außerdem war Ikast Berichterstatter für Verkehrspolitik von 1983 bis 1990 und ab 1993 sowie Vorsitzender des Verkehrsausschusses von 2001.
Er war 1990 Delegierter der Konservativen Volkspartei bei der 45. UN-Generalversammlung in New York, EU-Wahlbeobachter bei der Parlamentswahl in Pakistan 1993
und UN-Wahlbeobachter bei der Parlamentswahl in Tansania 1995.